# An Ordinary Man
Pour l'album homonyme d'Ozzy Osbourne, voir Ordinary Man.
Pour plus de détails, voir Fiche technique et Distribution.
An Ordinary Man est un film serbe et américain réalisé par Brad Silberling et sorti en 2017.
Ben Kingsley y interprète le rôle d'un criminel de guerre de l'ex-Yougoslavie.

## Synopsis
Le film retrace la fuite d'un criminel de guerre serbe, calquée en partie sur celles de Slobodan Milosevic et de Ratko Mladic, connu sous le nom de « boucher de Bosnie » ou boucher des Balkans.

## Fiche technique
- Réalisation : Brad Silberling
- Scénario : Brad Silberling
- Photographie : Magdalena Górka
- Musique : Christophe Beck Gonzales
- Montage : Leo Trombetta
- Durée : 90 minutes
- Lieu de tournage : Belgrade, Serbie
- Dates de sortie: 
  - 24 avril 2017 ( Italie festival)
  - 28 octobre 2017 ( États-Unis festival)
  - 13 avril 2018 ( États-Unis)

## Distribution
- Ben Kingsley : le Général
- Hera Hilmar : Tanja
- Peter Serafinowicz : Miro
- Robert Blythe : Grocer